# Пляж Бон-В'яжен

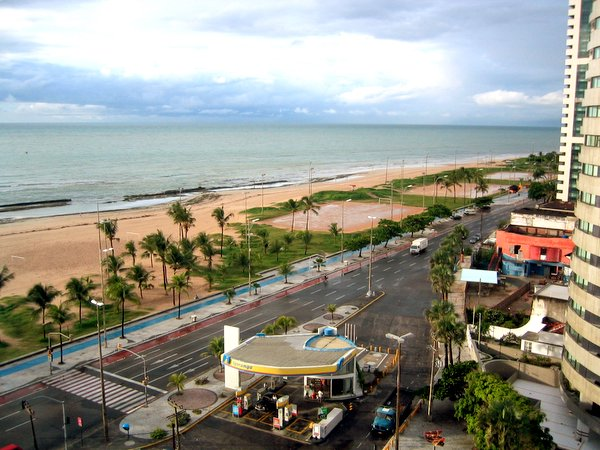
Пляж Бон-В'яжен та проспект Бон-В'яжен.

Бон-В'яжен (порт. Boa Viagem) — найвідоміший пляж у місті Ресіфі, Пернамбуку, Бразилія. Пляж простягнувся на 7 км уздовж узбережжня району Бон-В'яжен та межує з пляжами районів Піна (на півночі) та Піедаді (на півдні). Більша частина пляжу захищена з боку моря природними рифами, що й принесли назву місту (португальською мовою місто називається Recife, від recife — «риф»).
Смуга пляжу досить вузька під час припливу, а рифи повністю вкриті водою Під час відпливу, однак, пляж розширюється далеко у море, доходячи до рифів.
В цьому районі в можливі напади акул, хоча й майже виключно за лінією рифів, через що зазвичай не рекомендується купатися далі, зокрема тут не рекомендується займатися серфінгом. Губернатор штату Жарбас Васконселус планував у 2006 встановлення мереж для захисту від акул, але ця ідея не була втілена, а наступними роками число помічених акул знизилося.
| Бразилія | Це незавершена стаття з географії Бразилії. Ви можете допомогти проєкту, виправивши або дописавши її. |